# Poškození rostlin vandaly
Poškození rostlin vandaly je poškození způsobované úmyslným jednáním osob, lidí, poškozováním rostlin obvykle bez motivu obohatit se. Vážným problémem je toto poškození v hustě obydlených oblastech a zejména v okolí restaurací. Zejména nové výsadby stromů a keřů ve většině případů nejsou problematickým bodem z hlediska jejich údržby a péče o ně, o to častěji se však stávají terčem vandalů, jež si na tenkých mladých kmenech a větvích zkouší svou „sílu, zdatnost a techniku bojového umění“. Poškozována je i květinová výzdoba.

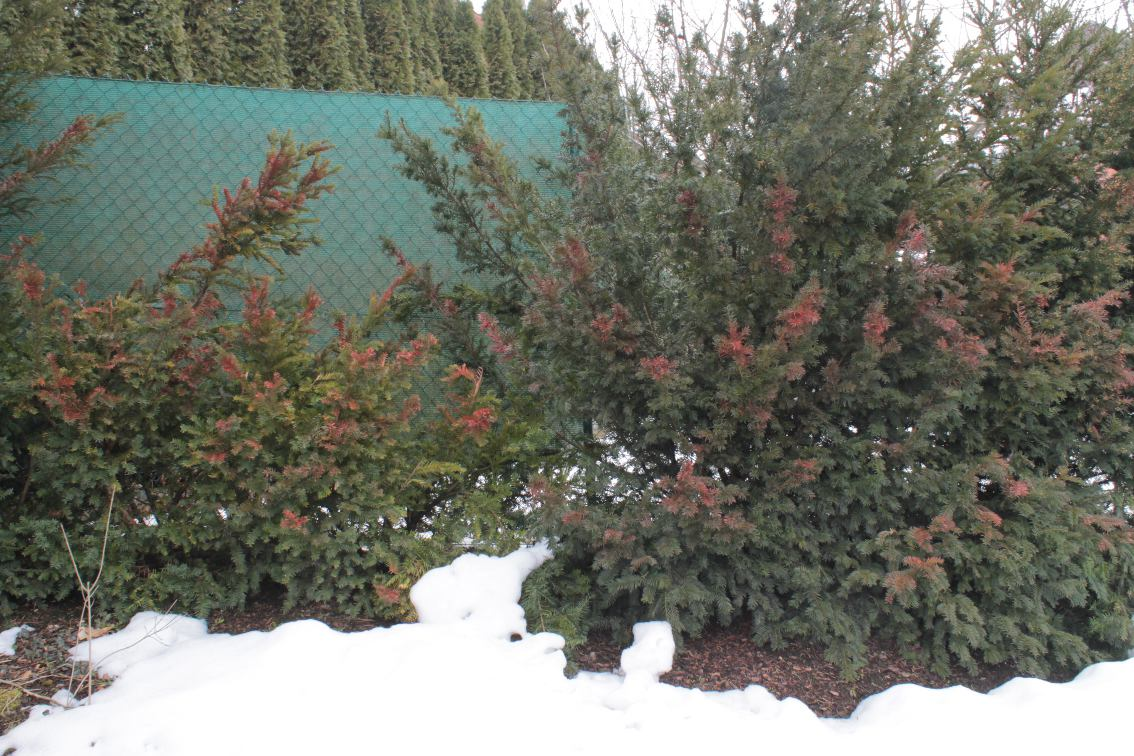
Červeným lakem nasprejované tisy.

## Symptomy
Znečištění odpadky, fekáliemi, zvratky. Poškození rostlin a dřevin a opěrných konstrukcí olámáním, ohněm nebo chemikáliemi v různém rozsahu. Lze zaměnit s některými projevy počasí. Jsou známy případy osob, které cíleně vpravovaly do kmene stromu kyseliny s úmyslem zahubit je. Běžné jsou případy poškozování borky nápisy a symboly. Někdy jsou považovány tyto projevy vandalismu za romantické a poškozené rostliny nejsou vnímány v této souvislosti jako živé, vnímající organismy. 

## Známé příklady
Vandalismu na veřejné zeleni se v Olomouci v květnu 1998 dopustil například hudební interpret Daniel Hůlka. Policie pachatele zatkla a předvedla v želízkách. V online rozhovoru však slíbil, že až pokvetou tulipány, přijede si je do Olomouce natrhat znovu.

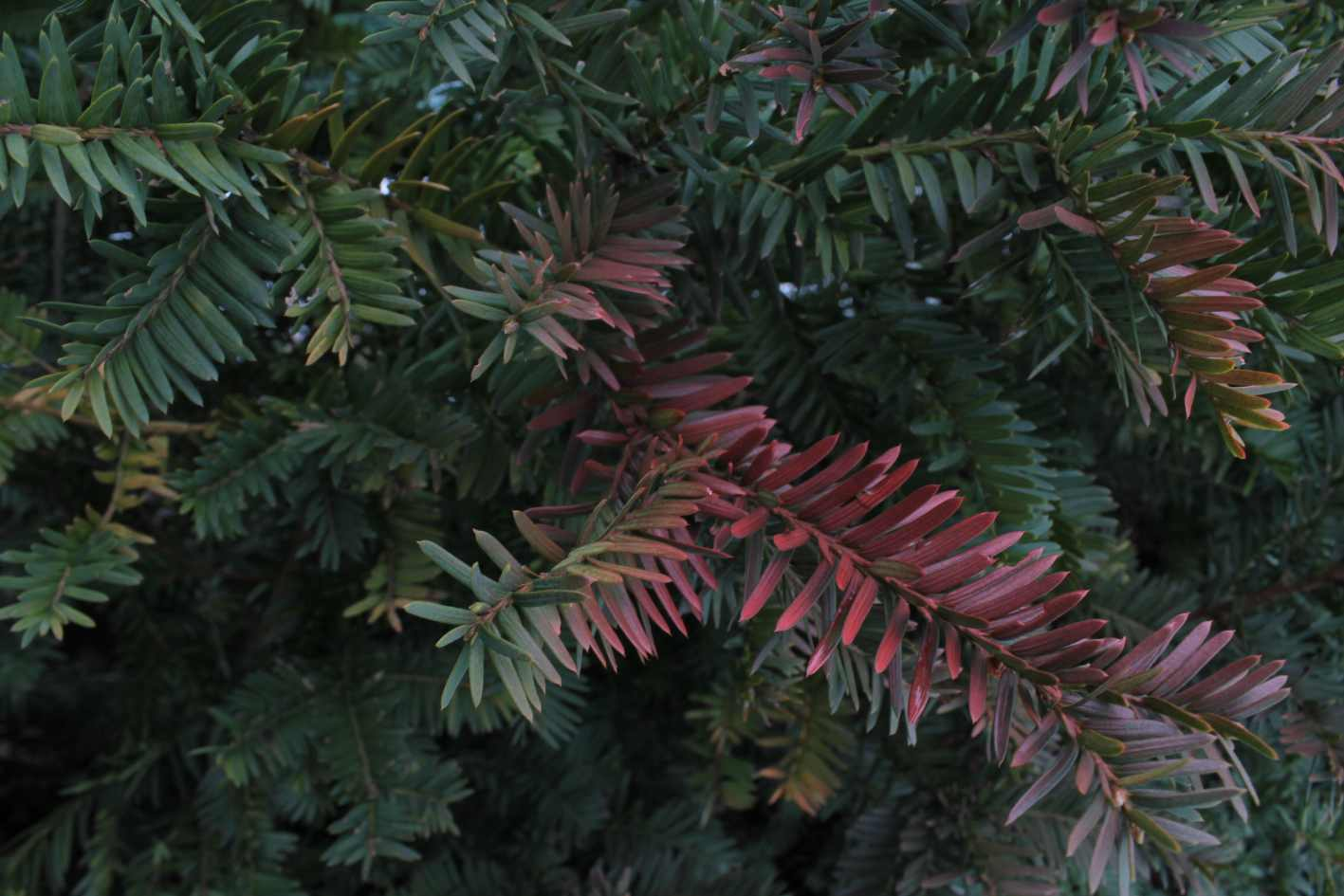
Červeným sprejem nabarvené jehličí.

## Ochrana rostlin
- Snížení škody: Zvolit skladbu dřevin tak, aby případným poškozením nevznikaly velké škody, tedy finančně nepříliš náročné výsadby levných a odolných druhů, nebo omezení výsadby. Výsledkem je výrazné snížení kvality vzhledu a značné úspory.
- Znesnadnění manipulace: Použití těžkých objektů a nádob, technických prvků zabraňujících vstup – mříží, plotů, ohrad, pletiva.
- Osvěta: Medializace případů, konfrontace zadržených pachatelů s názorem ostatních.

### Prevence
- Vhodnou prevencí je kulturní, vzdělané a ekologicky cítící obyvatelstvo. Lze předpokládat, že podávání alkoholu může do značné míry omezit vandalismus.
- Trest pro pachatele by měl mít charakter prospěšných prací, kromě náhrady škody.
- Jsou používány informační tabule připomínající zákaz projevů vandalismu na viditelných místech. Bývá použit viditelně umístěný řád parků nebo objektů zakazující i vandalismus. Uvedené opatření vyvolávají pocit omezení.
- Osobní identifikace návštěvníků.
- Pravidelný dozor, přítomnost strážce nebo kamerový systém.